# Список пищевых добавок E500 — E599

## E500-E599
Пищевые добавки. Группа «Регуляторы pH и вещества против слёживания». 

| Индекс | Название вещества                                                                                             | Английское название |
| ------ | --- | --- |
| E500   | Карбонаты натрия: (i) Карбонат натрия (ii) Гидрокарбонат натрия (iii) Смесь карбоната и гидрокарбоната натрия | Sodium Carbonates: (i) Sodium Carbonate (ii) Sodium bicarbonate (Sodium hydrogen carbonate) (iii) Sodium Sesquicarbonate |
| E501   | Карбонаты калия: (i) Карбонат калия (ii) Гидрокарбонат калия                                                  | Potassium Carbonates: (i) Potassium carbonate (ii) Potassium bicarbonate (Potassium hydrogen carbonate)                  |
| E503   | Карбонаты аммония: (i) Карбонат аммония (ii) Гидрокарбонат аммония                                            | Ammonium Carbonates: (i) Ammonium carbonate (ii) Ammonium bicarbonate (Ammonium hydrogen carbonate)                      |
| E504   | Карбонаты магния: (i) Карбонат магния (ii) Гидрокарбонат магния                                               | Magnesium Carbonates: (i) Magnesium carbonate (ii) Magnesium bicarbonate (Magnesium hydrogen carbonate)                  |
| E505   | Карбонат железа                                                                                               | Ferrous carbonate |
| E507   | Соляная кислота                                                                                               | Hydrochloric acid |
| E508   | Хлорид калия                                                                                                  | Potassium chloride |
| E509   | Хлорид кальция                                                                                                | Calcium chloride |
| E510   | Хлорид аммония                                                                                                | Ammonium chloride |
| E511   | Хлорид магния                                                                                                 | Magnesium chloride |
| E512   | Хлорид олова(II)                                                                                              | Stannous chloride |
| E513   | Серная кислота                                                                                                | Sulphuric acid |
| E514   | Сульфаты натрия: (i) сульфат натрия (ii) гидросульфат натрия                                                  | Sodium Sulphates: (i) Sodium sulphate (ii) Sodium hydrogen sulphate                                                      |
| E515   | Сульфаты калия: (i) сульфат калия (ii) гидросульфат калия                                                     | Potassium Sulphates (i) Potassium sulphate (ii) Potassium hydrogen sulphate                                              |
| E516   | Сульфат кальция                                                                                               | Calcium sulphate |
| E517   | Сульфат аммония                                                                                               | Ammonium sulphate |
| E518   | Сульфат магния                                                                                                | Magnesium sulfate |
| E519   | Сульфат меди                                                                                                  | Copper(II) sulphate |
| E520   | Сульфат алюминия                                                                                              | Aluminium sulphate |
| E521   | Сульфат алюминия-натрия (алюмонатриевые квасцы)                                                               | Aluminium sodium sulphate                                                                                                |
| E522   | Сульфат алюминия-калия (алюмокалиевые квасцы)                                                                 | Aluminium potassium sulphate                                                                                             |
| E523   | Сульфат алюминия-аммония (алюмоаммиачные квасцы)                                                              | Aluminium ammonium sulphate                                                                                              |
| E524   | Гидроксид натрия                                                                                              | Sodium hydroxide |
| E525   | Гидроксид калия                                                                                               | Potassium hydroxide |
| E526   | Гидроксид кальция                                                                                             | Calcium hydroxide |
| E527   | Гидроксид аммония                                                                                             | Ammonium hydroxide |
| E528   | Гидроксид магния                                                                                              | Magnesium hydroxide |
| E529   | Оксид кальция                                                                                                 | Calcium oxide |
| E530   | Оксид магния                                                                                                  | Magnesium oxide |
| E535   | Ферроцианид натрия                                                                                            | Sodium ferrocyanide |
| E536   | Ферроцианид калия                                                                                             | Potassium ferrocyanide                                                                                                   |
| E537   | Гексацианоманганат железа                                                                                     | Ferrous hexacyanomanganate                                                                                               |
| E538   | Ферроцианид кальция                                                                                           | Calcium ferrocyanide |
| E539   | Тиосульфат натрия                                                                                             | Sodium thiosulphate |
| E540   | Дикальция дифосфат                                                                                            | Dicalcium diphosphate |
| E541   | Алюмофосфаты натрия: (i) Алюмофосфат натрия кислый (ii) Алюмофосфат натрия основный                           | en:Sodium aluminium phosphate: (i) Acidic (ii) Basic                                                                     |
| E542   | Фосфат кальция (средняя соль, "Костный фосфат", фосфат кальция 3-х замещённый)                                | Bone phosphate (Essentiale Calcium Phosphate, Tribasic)                                                                  |
| E543   | Полифосфат натрия-кальция                                                                                     | Calcium sodium polyphosphate                                                                                             |
| E544   | Полифосфат кальция                                                                                            | Calcium polyphosphate |
| E545   | Полифосфат аммония                                                                                            | en:Ammonium polyphosphate                                                                                                |
| E550   | Силикаты натрия: (i) Силикат натрия (ii) Метасиликат натрия                                                   | Sodium Silicates: (i) en:Sodium Silicate (ii) Sodium Metasilicate                                                        |
| E551   | Диоксид кремния                                                                                               | Silicon dioxide (Silica)                                                                                                 |
| E552   | Силикат кальция                                                                                               | Calcium silicate |
| E553а  | Силикаты магния: (i) Силикат магния (ii) Трисиликат магния                                                    | (i) Magnesium silicate (ii) Magnesium trisilicate                                                                        |
| E553b  | Тальк | Talc |
| E554   | Алюмосиликат натрия                                                                                           | en:Sodium aluminosilicate                                                                                                |
| E555   | Алюмосиликат калия                                                                                            | Potassium aluminium silicate                                                                                             |
| E556   | Алюмосиликат кальция                                                                                          | en:Calcium aluminosilicate                                                                                               |
| E557   | Силикат цинка                                                                                                 | Zink silicate |
| E558   | Бентонит | Bentonite |
| E559   | Алюмосиликат (каолин)                                                                                         | Aluminium silicate (Kaolin)                                                                                              |
| E560   | Силикат калия                                                                                                 | Potassium silicate |
| E570   | Жирные кислоты                                                                                                | Stearic acid (Fatty acid)                                                                                                |
| E572   | Стеарат магния                                                                                                | Magnesium stearate, calcium stearate                                                                                     |
| E574   | Глюконовая кислота (D-)                                                                                       | Gluconic acid (D-) |
| E575   | Глюконо-d-лактон                                                                                              | en:Glucono-delta-lactone                                                                                                 |
| E576   | Глюконат натрия                                                                                               | Sodium gluconate |
| E577   | Глюконат калия                                                                                                | en:Potassium gluconate                                                                                                   |
| E578   | Глюконат кальция                                                                                              | Calcium gluconate |
| E579   | Глюконат железа                                                                                               | Ferrous gluconate |
| E580   | Глюконат магния                                                                                               | en:Magnesium gluconate                                                                                                   |
| E585   | Лактат железа                                                                                                 | Ferrous lactate |
| E586   | 4-Гексилрезорцин                                                                                              | 4-hexylresorcinol |

| Обозначения | | | | | |
| Exxx        | Вещество не входит в список пищевых добавок, разрешённых к применению в пищевой промышленности в Российской Федерации (Приложение 1 к СанПиН 2.3.2.1293-03)                                                             | Вещество не входит в список пищевых добавок, разрешённых к применению в пищевой промышленности в Российской Федерации (Приложение 1 к СанПиН 2.3.2.1293-03)                                                             | Вещество не входит в список пищевых добавок, разрешённых к применению в пищевой промышленности в Российской Федерации (Приложение 1 к СанПиН 2.3.2.1293-03)                                                             | Вещество не входит в список пищевых добавок, разрешённых к применению в пищевой промышленности в Российской Федерации (Приложение 1 к СанПиН 2.3.2.1293-03)                                                             | Вещество не входит в список пищевых добавок, разрешённых к применению в пищевой промышленности в Российской Федерации (Приложение 1 к СанПиН 2.3.2.1293-03)                                                             |
| Exxx        | Вещество входило в список пищевых добавок, допустимых к применению в пищевой промышленности Российской Федерации в период с 2003 года по 1 августа 2008 года (СанПиН 2.3.2.2364-08)                                     | Вещество входило в список пищевых добавок, допустимых к применению в пищевой промышленности Российской Федерации в период с 2003 года по 1 августа 2008 года (СанПиН 2.3.2.2364-08)                                     | Вещество входило в список пищевых добавок, допустимых к применению в пищевой промышленности Российской Федерации в период с 2003 года по 1 августа 2008 года (СанПиН 2.3.2.2364-08)                                     | Вещество входило в список пищевых добавок, допустимых к применению в пищевой промышленности Российской Федерации в период с 2003 года по 1 августа 2008 года (СанПиН 2.3.2.2364-08)                                     | Вещество входило в список пищевых добавок, допустимых к применению в пищевой промышленности Российской Федерации в период с 2003 года по 1 августа 2008 года (СанПиН 2.3.2.2364-08)                                     |
| Exxx        | Вещество входит в список пищевых добавок, допустимых к применению в пищевой промышленности Российской Федерации в качестве вспомогательного средства для производства пищевой продукции (п.2.25.2 СанПиН 2.3.2.1293-03) | Вещество входит в список пищевых добавок, допустимых к применению в пищевой промышленности Российской Федерации в качестве вспомогательного средства для производства пищевой продукции (п.2.25.2 СанПиН 2.3.2.1293-03) | Вещество входит в список пищевых добавок, допустимых к применению в пищевой промышленности Российской Федерации в качестве вспомогательного средства для производства пищевой продукции (п.2.25.2 СанПиН 2.3.2.1293-03) | Вещество входит в список пищевых добавок, допустимых к применению в пищевой промышленности Российской Федерации в качестве вспомогательного средства для производства пищевой продукции (п.2.25.2 СанПиН 2.3.2.1293-03) | Вещество входит в список пищевых добавок, допустимых к применению в пищевой промышленности Российской Федерации в качестве вспомогательного средства для производства пищевой продукции (п.2.25.2 СанПиН 2.3.2.1293-03) |
| Exxx        | Вещество входит в список пищевых добавок, запрещённых к применению в пищевой промышленности других стран, но допустимых в Российской Федерации                                                                          | Вещество входит в список пищевых добавок, запрещённых к применению в пищевой промышленности других стран, но допустимых в Российской Федерации                                                                          | Вещество входит в список пищевых добавок, запрещённых к применению в пищевой промышленности других стран, но допустимых в Российской Федерации                                                                          | Вещество входит в список пищевых добавок, запрещённых к применению в пищевой промышленности других стран, но допустимых в Российской Федерации                                                                          | Вещество входит в список пищевых добавок, запрещённых к применению в пищевой промышленности других стран, но допустимых в Российской Федерации                                                                          |